# ديشار عملاق
ديشار عملاق (الاسم العلمي: Pteris gigantea) هو نوع من النباتات يتبع جنس الديشار من فصيلة الديشارية.